# Nicholas Tower
El Torre Nicholas (en inglés: Nicholas Tower) situado en la Plaza de la Independencia, en Puerto España, Trinidad y Tobago es el segundo edificio más alto en ese país, así como en el Caribe de habla inglesa. Tiene el segundo lugar solamente detrás de la construcción de 26 plantas situada en el proyecto internacional de Waterfront. Tiene una placa de piso elíptica y posee 21 pisos y 88 metros de altura. La construcción fue terminada en 2003 y cada planta, de 8.000 pies cuadrados (700 m²) de espacio, fue alquilada a un costo de 96.000 dólares al mes (en 2005). Se trata de una torre de cristal azul. El edificio fue construido en los espacios del Trinidad Union Club, un club privado de 136 años de edad, que ahora ocupa la suite del ático de la torre Nicholas.